# Callitomis fruhstorferi
Callitomis fruhstorferi là một loài bướm đêm thuộc phân họ Arctiinae, họ Erebidae.